# Olga Richterová
Olga Richterová (* 21. ledna 1985 České Budějovice), rodným příjmením Ferjenčíková, je česká překladatelka angličtiny a němčiny, lingvistka a politička, od listopadu 2021 místopředsedkyně Poslanecké sněmovny PČR, v letech 2018 až 2022 první místopředsedkyně a od prosince 2024 čtvrtá místopředsedkyně České pirátské strany a od října 2017 poslankyně Poslanecké sněmovny, v letech 2014 až 2018 zastupitelka městské části Praha 10.

## Život
Pochází z Choltic na Pardubicku. Vystudovala překladatelství a tlumočnictví na Filozofické fakultě Univerzity Karlovy v Praze. V listopadu 2017 obhájila svou disertační práci a získala titul Ph.D. Žije v Praze, má dvě děti. Hlásí se k Českobratrské církvi evangelické.
Je autorkou sbírky básní Napříč kůrou (2008). V roce 2011 spoluzaložila watchdogové sdružení Zaostřeno na Desítku, které bylo v roce 2014 mezi nominovanými na cenu Gratias Tibi. Z pozice občanského watchdogu se roku 2014 rozhodla přejít do politiky a vybudovat silné místní pirátské sdružení. V komunálu začínala jako pirátská zastupitelka Koalice Vlasta.

## Politické působení
V roce 2012 založila občanské sdružení Zaostřeno na desítku. V roce 2014 vstoupila do České pirátské strany a ve stejném roce kandidovala za koalici Vlasta do zastupitelstva Prahy 10, kam byla také zvolena. Jako zastupitelka na Desítce v prvním roce činnosti sledovala především plánovaný outsourcing ICT za cca 150 milionů Kč. V březnu 2015 se podařilo věc stopnout. Později se věnovala hlavně prázdným městským nebytovým prostorám.
V roce 2017 kandidovala v Praze za Piráty do Poslanecké sněmovny a ze čtvrtého místa byla zvolena poslankyní. Spolu s ní byl za stejnou stranu zvolen i její bratr Mikuláš Ferjenčík, který byl lídrem v Pardubickém kraji. Byla místopředsedkyní sněmovního Výboru pro sociální politiku, mezi její oblasti zájmu tak patří sociální problematika a sociálně-zdravotní témata, jako jsou sociální a dostupné bydlení, transformace dětských center („kojeňáků“) a péče o děti v rodinách, vznik porodních domů a center nebo fungování úřadů práce.

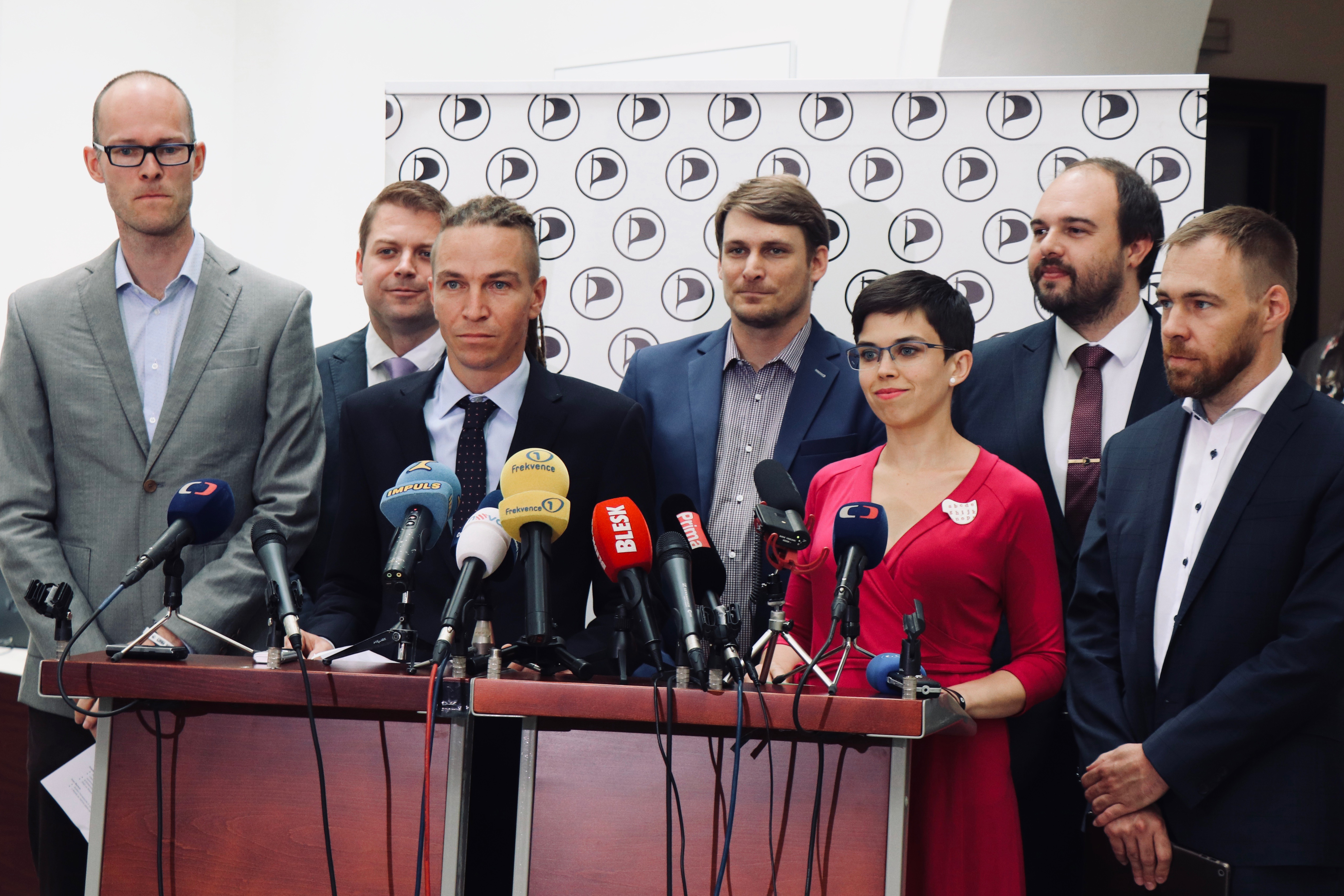
Richterová na tiskové konferenci v červenci 2019

V lednu 2018 byla na Celostátním fóru strany v Brně zvolena první místopředsedkyní Pirátů. V této funkci tak nahradila Vojtěcha Pikala. V komunálních volbách v roce 2018 kandidovala za Piráty na předposledním 44. místě do Zastupitelstva městské části Praha 10, ale neuspěla, a mandát tak neobhájila. V lednu 2020 byla potvrzena na Celostátním fóru v Ostravě ve funkci první místopředsedkyně strany, podpořilo ji 288 z 564 hlasujících.
V srpnu roku 2018 byla Richterová terčem dezinformace v podobě falešného citátu. Kromě sociálních sítí byl lživý citát publikován také na webu Parlamentních listů. Vyvracení těchto hoaxů se věnuje nejenom na svém blogu, ale i na sociálních sítích.
Richterová je autorkou řady zákonných úprav v oblasti sociální politiky:
V roce 2019 zabránila tomu, aby pracující zdravotně postižení přišli o příspěvek na vozidlo. Cílem je nesnížit motivaci zdravotně postižených osob v zapojení do společnosti.
V období pandemické krize přišla se sérií opatření, které napravovaly chyby vlády při stanovení ošetřovného, kompenzací a dalších kroků učiněných v souvislosti s epidemickou situací. Zasadila se o možnost střídání obou rodičů při ošetřování členů rodiny. Navrhovala také zvýšení věkové hranice ošetřovného nebo rozšíření okruhu pobírajících osob na všechny pracující.
V červenci 2021 prosadila s Piráty a s podporou dalších stran prodloužení otcovské dovolené z jednoho týdne na dva.
V roce 2021 se Richterové podařilo prosadit legislativu transformující kojenecké ústavy na podpůrné a preventivní služby, které podpoří biologické rodiny a odlehčí rodinám dětí s postižením. Česko bylo poslední zemí Evropské unie, kde kojenecké ústavy fungovaly. Podle dětských psychologů však nejmenší děti potřebují rodinnou, nikoliv ústavní péči.
Ve volbách do Poslanecké sněmovny PČR v roce 2021 byla z pozice členky Pirátů lídryní kandidátky koalice Piráti a Starostové v Praze. Získala téměř 33 tisíc preferenčních hlasů a potvrdila svůj mandát. Vzhledem ke své expertíze byla považována za hlavní kandidátku koalice Pirátů a STAN na ministryni práce a sociálních věcí, tento resort však podle jejích slov nebyl Pirátům ani nabídnut. Na ustavující schůzi Poslanecké sněmovny PČR byla dne 10. listopadu 2021 ve druhém kole zvolena její místopředsedkyní.
V polovině prosince 2021 oznámila, že se na celostátním fóru v lednu 2022 nebude ucházet o místo ve vedení strany a na pozici první místopředsedkyně tedy skončila. Ve funkci ji nahradil Marcel Kolaja.
V komunálních volbách v roce 2022 neúspěšně kandidovala do zastupitelstva Prahy 10 z předposledního 44. místa kandidátky Pirátů.
V prosinci 2024 byla znovuzvolena místopředsedkyní Pirátů. Ve volbách do Poslanecké sněmovny PČR v roce 2025 kandiduje na 2. místě kandidátky Pirátů v Praze.